# Off the Record (álbum de Sweet)
Off the Record es el quinto álbum de estudio de la banda de la glam rock británica Sweet. Fue grabado en el Audio International Studios, en Londres entre octubre de 1976 y enero de 1977. La banda produjo el disco con la ayuda de los ingenieros Louis Austin y Nick Ryan.

## Lista de canciones
Todas las canciones compuestas por Brian Connolly, Steve Priest, Andy Scott y Mick Tucker.

### Versión europea
1. "Fever Of Love" - 4:03
2. "Lost Angels" - 4:06
3. "Midnight to Daylight" - 3:34
4. "Windy City" - 7:30
5. "Live for Today" - 3:19
6. "She Gimme Lovin'" - 4:08
7. "Laura Lee" - 4:18
8. "Hard Times" - 4:01
9. "Funk It Up" - 3:34

#### Bonus tracks en lanzamiento de 1990
1. "A Distinct Lack of Ancient" (B-side of 'Fever Of Love') - 4:07
2. "Stairway To The Stars" - 3:05
3. "Why Don't You Do It to Me" (B-side of 'Stairway To The Stars') - 3:11

#### Bonus tracks on 1999 reissue
1. "A Distinct Lack of Ancient" - 4:09
2. "Why Don't You Do It to Me" - 3:14

#### Bonus tracks en lanzamiento de 2005
1. "A Distinct Lack Of Ancient" - 4:07
2. "Funk It Up" (disco mix - US B-side of 'Funk It Up') - 5:27
3. "Stairway To The Stars" - 3:03
4. "Why Don't You Do It to Me" - 3:13
5. "Midnight To Daylight" (extended version) - 4:09
6. "Lost Angels" (demo version) - 3:46
7. "She Gimme Lovin'" (alternative version - previously unreleased) - 4:06
8. "Hard Times" (alternative version - previously unreleased) - 4:40

### Versión estadouninse (sólo en LP)
Lado A
1. "Fever Of Love" (different intro) - 3:59
2. "Lost Angels" - 4:02
3. "Midnight to Daylight" - 3:30
4. "Laura Lee" - 4:16
5. "Windy City" - 7:27

Lado B
1. "Stairway to the Stars" (additional track) - 3:05
2. "Live for Today" (clean version) - 3:22
3. "Funk It Up (David's Song)" (same as RCA version) - 3:33
4. "Hard Times" - 4:00
5. "She Gimme Lovin'" - 4:04

- A diferencia de la edición de la RCA, en la cubierta de Capitol Records aparece el título del álbum.

## Personal
- Brian Connolly – lead vocals
- Steve Priest – bass guitar, armónica, lead vocals, backing Vocals
- Andy Scott – guitar, keyboards, synthesizers, backing vocals
- Mick Tucker – drums, percussion, backing vocals